# Catedral de la Anunciación (Járkov)
La Catedral de la Anunciación es, en la actualidad, la principal iglesia ortodoxa de Járkov, Ucrania. Es una notable muestra representativa del estilo neobizantino, siendo construida entre 1889 y 1901 siguiendo el proyecto del arquitecto local Mikhail Lovtsov. Consta de cinco cúpulas y un campanario de 80 metros de altura. Fue una de las iglesias más grandes durante los últimos años del Imperio ruso. Desde 1914, fue reconocida como catedral de la ciudad. Tras la Revolución Bolchevique, la iglesia fue cerrada al culto en 1930, aunque durante la Segunda Guerra Mundial en el periodo de la ocupación alemana fue reabierta. En la actualidad pertenece a la Iglesia ortodoxa de Ucrania, dependiente del Patriarcado de Moscú. Algunos dignatarios de dicha iglesia se encuentran inhumados en este templo, entre ellos el Patriarca Atanasio III Patelaros.